# 穿心莲属
穿心莲属（学名：Andrographis）是爵床科下的一个属，为草本植物。该属共有约20种，分布于热带亚洲。